# جيروم هيل
جيروم هيل (18 سبتمبر 1992 في الولايات المتحدة - ) (بالإنجليزية: Jerome Hill)‏ هو لاعب كرة سلة أمريكي في مركز مدافع مسدد الهدف. لعب مع G.S. Lavrio B.C. ‏.

## وصلات خارجية
- جيروم هيل على موقع كرة السلة الأوروبية.كوم (الإنجليزية)
- جيروم هيل على موقع DraftExpress.com (الإنجليزية)
- جيروم هيل على موقع كلية كرة السلة في سبورتس رفرنس.كوم (الإنجليزية)
- جيروم هيل على موقع ريلجم (الإنجليزية)
- جيروم هيل على موقع بروبوليرز (الإنجليزية)